# Quadrifonia

Schema di canale quadrifonico (4.0)

La quadrifonia, anche chiamata quadrafonia, è una tecnica di riproduzione/registrazione del suono che prevede quattro flussi sonori destinati ad essere riprodotti ognuno da un diverso diffusore acustico posizionato nell'ambiente d'ascolto nel modo seguente: due diffusori posizionati frontalmente all'ascoltatore, uno sulla sinistra e uno sulla destra secondo angoli prestabiliti, e due diffusori alle spalle dell'ascoltatore, di nuovo uno sulla sinistra e uno sulla destra secondo angoli prestabiliti.
La quadrifonia propriamente detta utilizza quattro canali per la registrazione e la diffusione, come nel sistema Quad-8, in contrapposizione alla stereofonia che ne utilizza due, tuttavia esistono sistemi per utilizzarla come estensione della stereofonia comprimendo le informazioni in due soli canali oppure per emulazione.
Nel caso della compressione si fruisce dei modelli di rappresentazione fisico-matematica del momento quadrifonico, in quanto le teorie sviluppate negli anni '60 del novecento dimostrano che l'equazione dell'onda può essere scritta con un quadrivettore ove viene rappresentata la pressione acustica e tre componenti dei vettori velocità, utilizzando con maggiore precisione i modelli matematici sviluppati a partire dagli anni '60 e poi evolutisi in tecnologie più precise ed efficaci, che non risentono degli artefatti e dalla poca naturalezza che si può precepire dai tipici sistemi Dolby (Brevetto Italiano n. 04425909.1 del 2/12/2003; Brevetto Europeo n. 1538876 dell'8/6/2005).
Quantunque la quadrifonia si contrapponga alla stereofonia per via dell'intrinseca natura differente e l'uso di quattro canali, può quindi essere usata come estensione della sterofonia comprimendo le informazioni di 4 canali in 2 tracce, oppure è possibile ottenere un risultato approssimativo per simulazione partendo dalle due normali tracce strereofoniche, in questo caso la centralina di codifica quadrifonica ricava, dai consueti canali A e B, quattro canali derivati: A, B, A unito B, A intersecato B, in campo audio indicati come A, B, A+B, A-B (da non confondere con l'identica dicitura che su molti amplificatori integrati per altà fedeltà indica il normale pilotaggio di due coppie di diffusori acustici in stereofonia).

## Terminologia
I quattro flussi sonori presenti nella quadrifonia sono chiamati canale anteriore sinistro, canale anteriore destro, canale posteriore sinistro e canale posteriore destro in riferimento alla posizione dei diffusori acustici destinati a riprodurli.

## Storia
La quadrifonia, introdotta nel mercato statunitense negli anni 1970 dal gruppo britannico Pink Floyd, è stata una delle prime tecniche di registrazione/riproduzione del suono ad essere implementata mediante audio multicanale. Nell'home audio vari sono stati gli standard implementati per la quadrifonia, tutti fra loro largamente incompatibili e facenti uso di supporti diversi: dischi, cassette, nastri magnetici in bobina. Inoltre sono stati implementati standard sia a canali discreti che a matrice. Si è provato anche a trasmettere il suono quadrifonico via radio, ma gli esperimenti hanno avuto vita breve.

## Formati

### CD-4
Il CD-4, o Compatible Discrete 4, o Quadradisc (da non confondersi con il compact disc), introdotto nel 1971 dalla JVC (una consociata dell'RCA), è un sistema quadrifonico a canali discreti che usa come supporto il disco in vinile. I quattro canali audio, mediante un'opportuna codifica, venivano ridotti a due e registrati su un disco stereo a due canali. Uno dei due canali stereo conteneva sia la somma di due dei quattro canali quadrifonici, sia la loro differenza, quest'ultima opportunamente modulata affinché risultasse traslata in frequenza e occupasse una banda di frequenze ultrasoniche (cioè oltre i 20 kHz); l'altro canale stereo conteneva la somma e la differenza degli altri due canali quadrifonici. Per la riproduzione era necessario usare una testina di lettura apposita e un apposito stilo, che fossero cioè in grado di riprodurre le altissime frequenze registrate sul disco. Era inoltre necessario un demodulatore CD-4, oltre naturalmente un amplificatore a quattro canali. Questo formato non ha avuto una grande diffusione sia perché richiedeva sistemi di riproduzione di alta qualità, sia per la scarsa durata del disco, dovuta all'usura prodotta dallo stilo di lettura, che rendeva difficilmente leggibili, dopo pochi ascolti, le ondulazioni a frequenze ultrasoniche presenti nel solco. Per ovviare a questo inconveniente la JVC introdusse il "super vinyl" (il "super disco di vinile", in altre parole) cioè un disco più duraturo.

### Quad-8
Il Quad-8, o Quadraphonic 8-Track, è un sistema a canali discreti introdotto dall'RCA nella seconda metà degli anni settanta. I quattro canali quadrifonici venivano registrati su un nastro magnetico a 8 piste, identico a quello del sistema Stereo8, sul quale trovavano quindi posto due cosiddetti "programmi" in quadrifonia. Il nastro era contenuto in una cassetta molto simile a quella del sistema Stereo8; la differenza era costituita da una tacca in corrispondenza dell'angolo superiore sinistro. Questa tacca indicava al riproduttore Quad-8 (che era in grado anche di riprodurre cassette Stereo8) che il nastro era registrato in quadrifonia e che quindi le tracce dispari corrispondevano ai canali del "programma numero 1" e le tracce pari ai canali del "programma numero 2". Il formato Quad-8 non era completamente compatibile con i riproduttori Stereo8. Questi ultimi infatti, costruiti per leggere a due a due le tracce della cassetta Stereo8 (corrispondenti a quattro programmi stereofonici), potevano riprodurre solo due dei quattro canali di un programma Quad-8. Furono anche costruiti riproduttori Stereo8 in grado di leggere i quattro canali di un programma Quad-8 e di mixarli a due a due così da ottenere due canali stereo. Il Quad-8 fu abbandonato nel 1978.

### SQ
L'SQ, o Surround Quadraphonic, è un sistema quadrifonico a matrice che usa come supporto il disco di vinile. Introdotto dalla CBS nel 1972, era basato sul lavoro di Peter Scheiber, che nel 1968 aveva ideato sia le formule matematiche che consentivano di ridurre a due i quattro canali, sia quelle che consentivano di riottenere quattro canali dai due codificati. Le formule di Scheiber furono migliorate da Benjamin Bauer della CBS e diedero origine all'SQ. È possibile, come qualcuno sostiene, che la sigla SQ stia per Stereo Quadraphonic, dal momento che un disco quadrifonico registrato col sistema SQ suona come un normale disco stereo a due canali se non si fa uso di un decodificatore SQ. Peraltro la compatibilità con l'usuale sistema stereo a due canali fu proprio un obiettivo che la CBS si prefisse quando introdusse il sistema SQ.

### QS
Il QS, o Quadraphonic Stereo, è un altro sistema a matrice che usa come supporto il disco di vinile. In questo caso le formule di Peter Scheiber furono migliorate dall'ingegner Isao Itoh della Sansui.
Gli apparecchi compatibili con questo sistema furono prodotti quasi solo dalla Sansui, nonostante quest'ultima ne avesse concesso l'uso gratuito a terzi.

### Matrix H
Il Matrix H è un sistema a matrice sviluppato dagli ingegneri della BBC per trasmettere programmi radio quadrifonici in modulazione di frequenza. Il sistema è compatibile con ricevitori stereo e monofonici. La BBC trasmise sia programmi di generi diversi su "BBC Radio 3" e "BBC Radio 2", sia programmi musicali su "BBC Radio 1".